# 雀儿山街道
雀儿山街道，是中华人民共和国广西壮族自治区柳州市柳北区下辖的一个乡镇级行政单位。

## 行政区划
雀儿山街道下辖以下地区：
南雀社区、前锋东社区、北雀社区、前锋西社区和北祥社区。